# Державна експертиза

## Державна експертиза у сфері наукової та науково-технічної діяльності
Державну експертизу у сфері наукової та науково-технічної діяльності здійснює ДНУ “ДІНТІЕ”.
ДНУ “ДІНТІЕ” виконує функції головної організації з питань організації та проведення державної наукової на науково-технічної експертизи наукових та науково-технічних програм, проектів та інших об’єктів експертизи (в тому числі інноваційних проектів, інноваційного продукту та інноваційної продукції, а також інвестиційних та інноваційних проектів, які здійснюються за пріоритетними напрямами діяльності технологічних парків).

## Експертиза проектів Національної програми інформатизації
Основним завданням експертизи проектів Національної програми інформатизації (Програми) є об'єктивне комплексне дослідження з метою оцінки їх відповідності пріоритетним напрямам державної політики у сфері інформатизації, сучасному рівню та тенденціям розвитку інформатизації у світі. Експертиза проводиться на етапах формування Національної програми інформатизації на наступний і подальші три роки та її виконання під час погодження завдань (проектів) інформатизації. У разі потреби проводиться експертиза виконаних проектів інформатизації.

### Основні принципи:
- компетентність, об'єктивність і незалежність;
- урахування рівня розвитку інформаційних технологій у світі, норм і правил технічної та екологічної безпеки, вимог стандартів, міжнародних угод;
- відповідальність за повноту аналізу об'єктів експертизи;
- достовірність та обґрунтованість рекомендацій, наданих за результатами експертизи.

### Об'єкти експертизи
- на етапі формування Програми - завдання (проекти) інформатизації у формі пропозицій, подані органами державної влади та органами місцевого самоврядування для включення до Програми, а також проекти державних, галузевих, регіональних, інноваційних та інвестиційних програм і проектів інформатизації;
- на етапі виконання Програми - проекти інформатизації, зокрема проекти контрактів (договорів, угод) щодо проведення робіт (етапів робіт) із створення, модернізації та розвитку інформаційних систем (інформаційно-обчислювальних мереж, програмно-технічних комплексів, засобів інформатизації, банків і баз даних), загальнодержавного, галузевого та регіонального рівня;
- виконані проекти інформатизації, щодо яких виникає потреба у проведенні експертизи та отриманні науково обґрунтованих експертних висновків.

### Суб'єктами експертизи Програми є:
- замовники експертизи - Генеральний державний замовник Програми та державні замовники проектів інформатизації;
- організатори експертизи - експертні організації, які на підставі доручення або договору із замовником організовують та проводять експертизу, видають замовникам експертизи експертні висновки;
- експерти.

Головним організатором експертизи проектів Національної програми інформатизації України є Державний інститут науково-технічної та інноваційної експертизи (ДІНТІЕ).